# Ratha Yatra

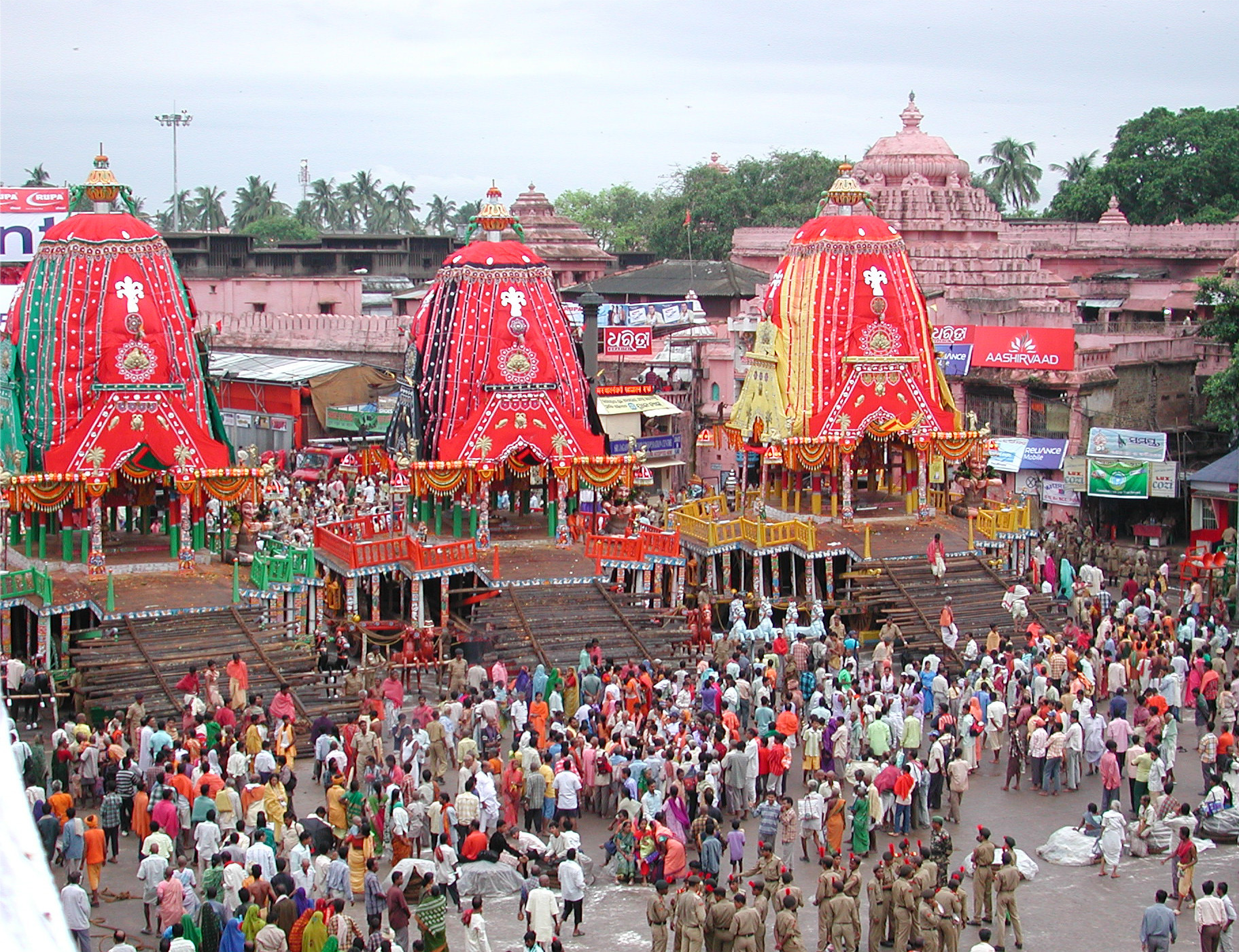
Chariots du Ratha Yatra de Puri en 2007.

Le Ratha Yatra est le festival des chars en Inde. Transportant des divinités de l'hindouisme, ces chariots peints et décorés sont promenés dans la ville par les fidèles en chantant des hymnes et des mantras. Le plus célèbre se déroule à Puri dans l'état de l'Orissa pour le dieu Jagannath, cependant de telles manifestations populaires ont lieu aussi pour Krishna par exemple.
C'est un festival annuel. Il se déroule chaque année, encore aujourd'hui, et depuis une trentaine d'années dans les plus grandes villes du monde (Paris, Rome ou Prague par exemple, comme ce fut le cas en 2015). Une diffusion mondialisée par le mouvement religieux de l'ISKCON, qui en a fait sa célébration emblématique, et pour laquelle le Ratha Yatra, à l'image de celui de Purî, est un rituel qui a une signification religieuse particulière. Ce festival se déroule pendant l'été, à partir de fin juin et durant le mois de juillet.

## Galerie

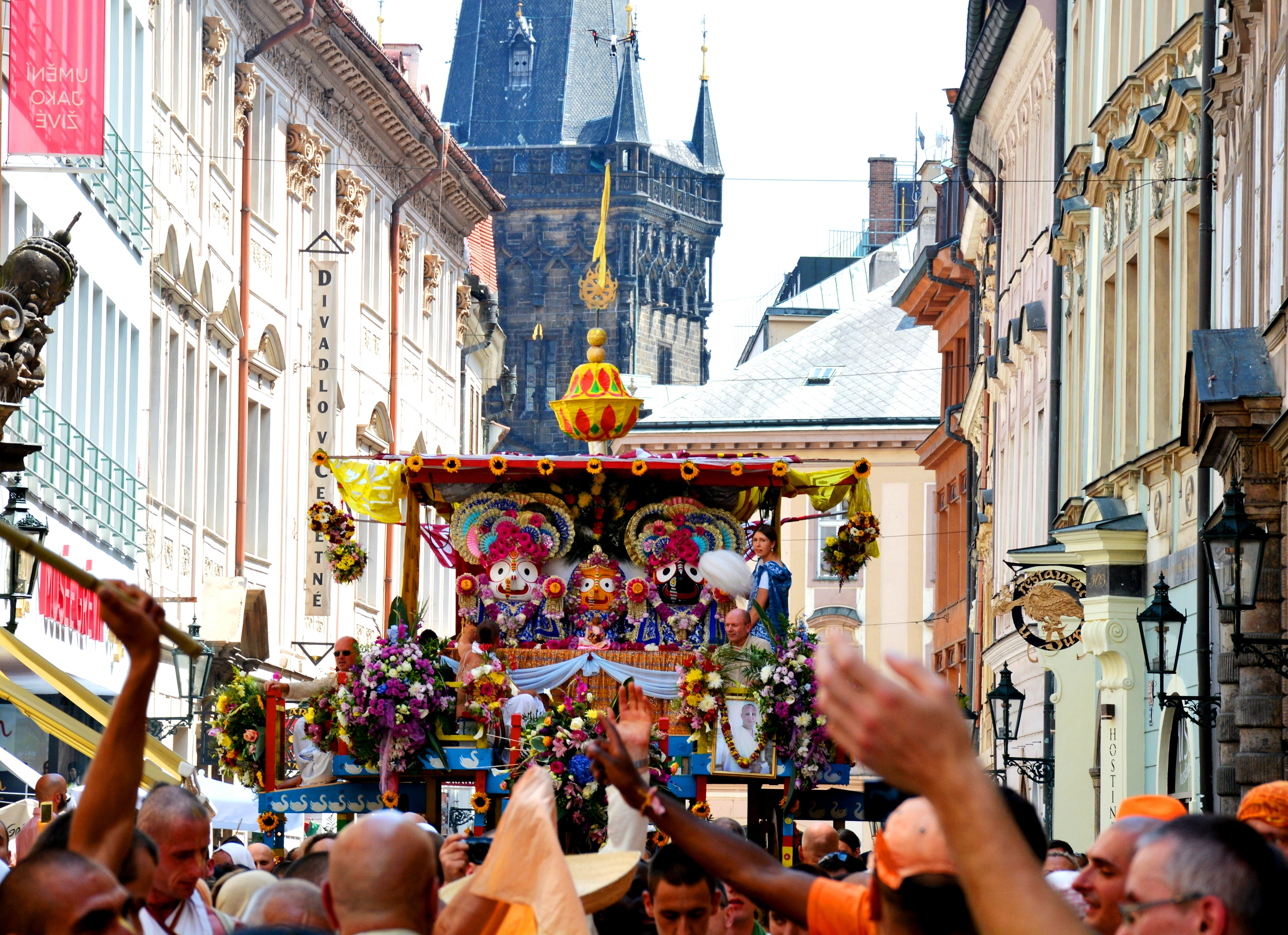
Édition 2015 du Ratha Yatra de l'ISKCON, à Prague, Tchéquie.
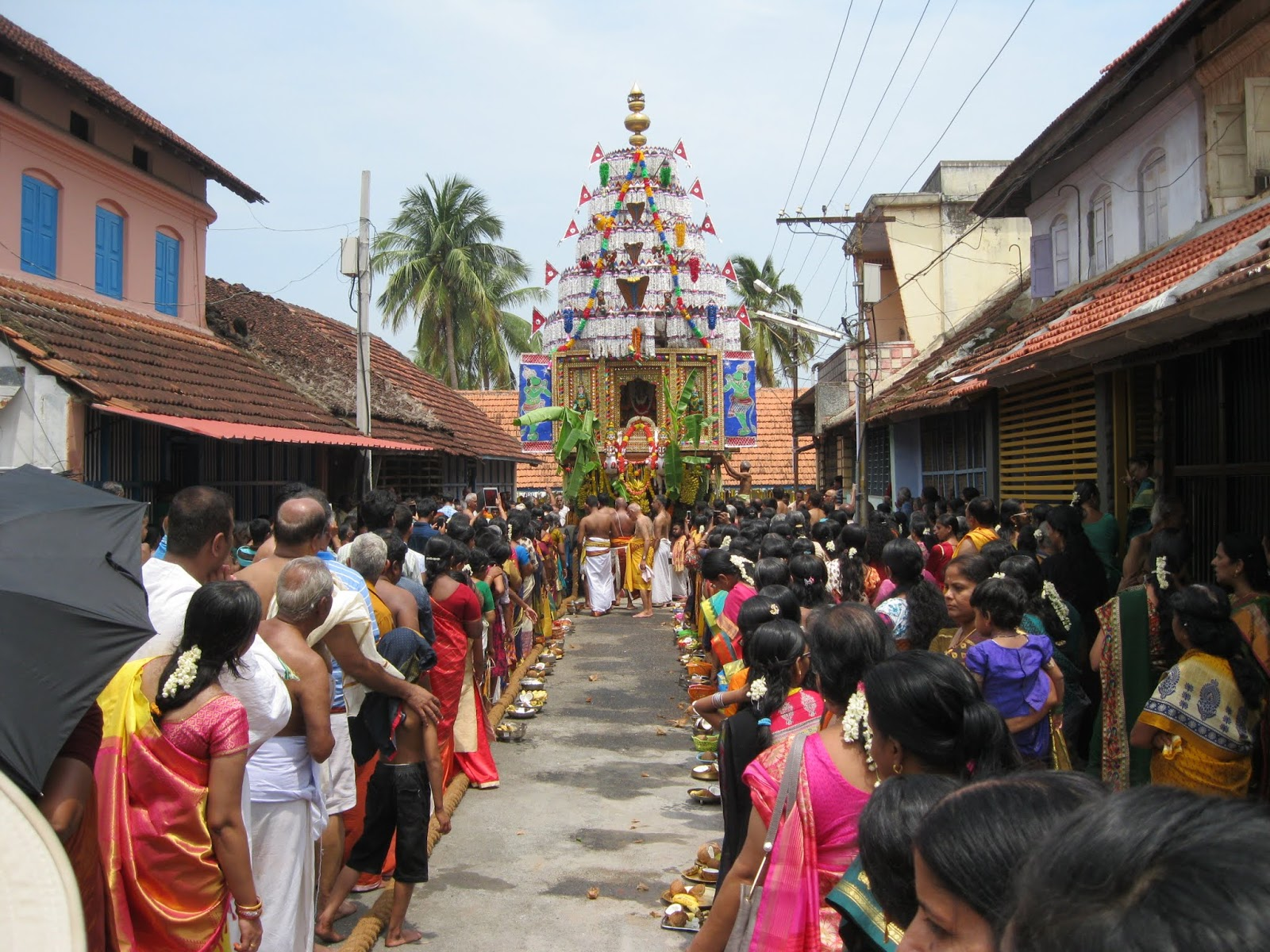
Ratholsavam de Sekharipuram, près de Palghat (Kerala).
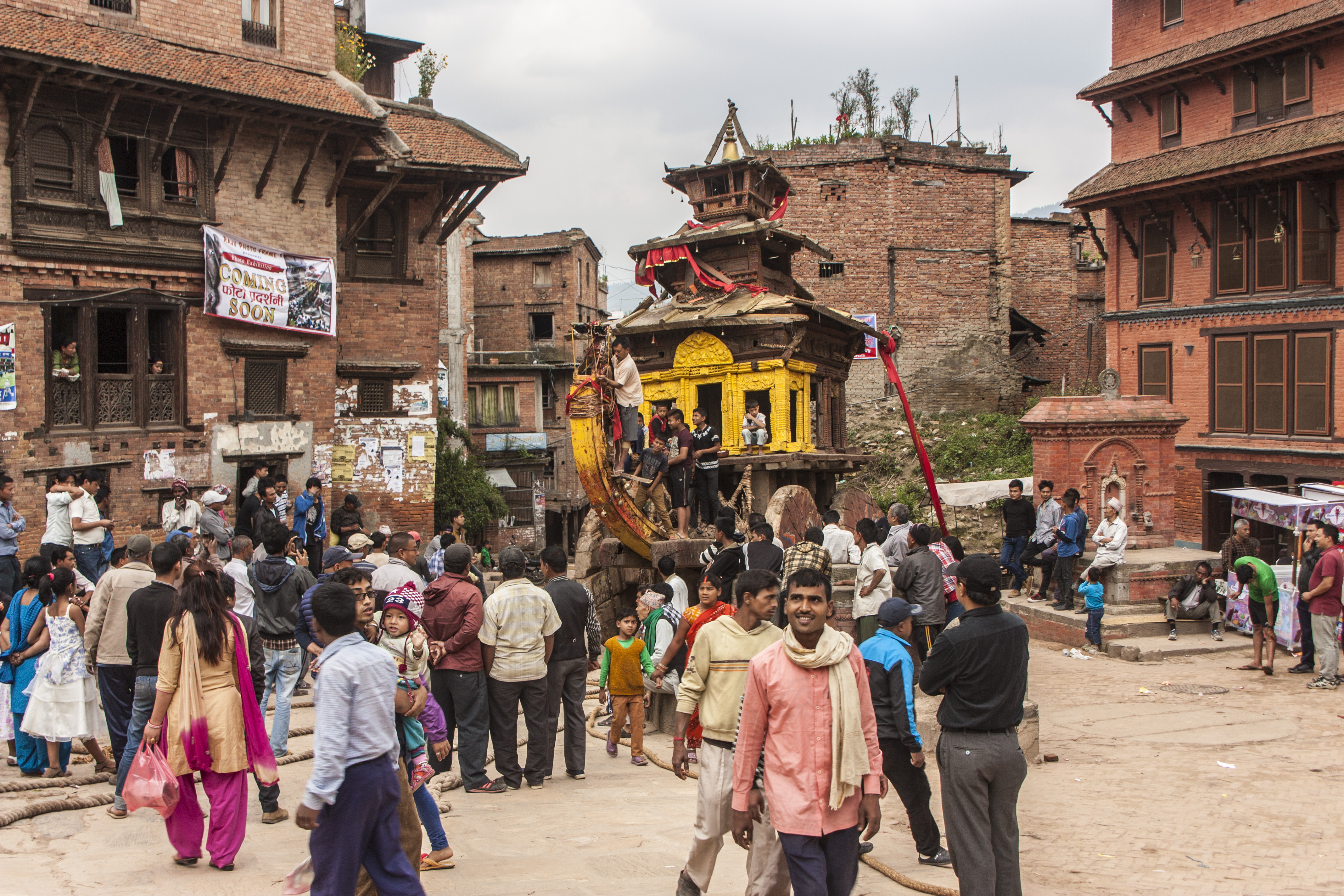
Un des chars du Bisket Jatra de Bhaktapur (Népal).
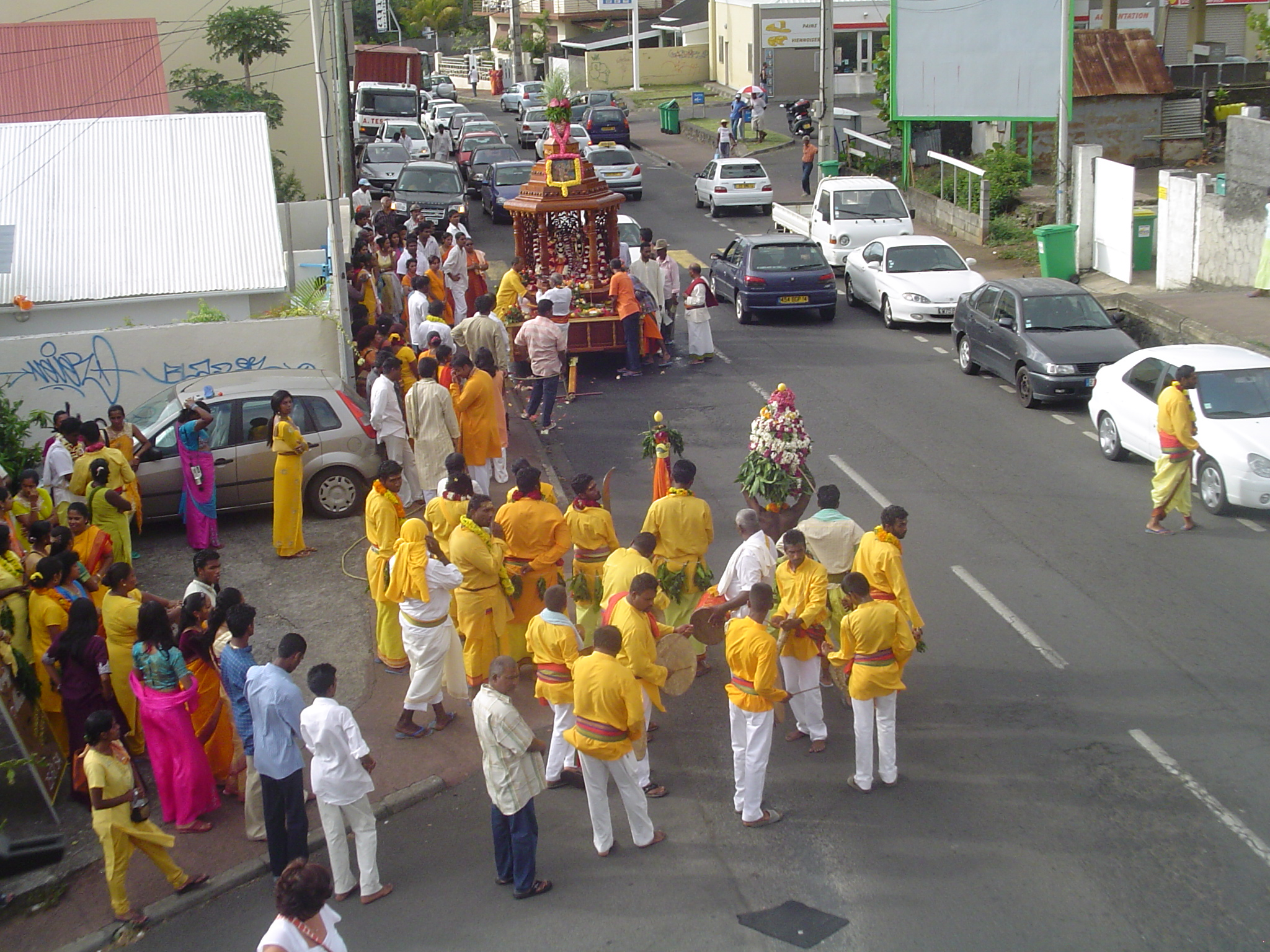
Défilé Tamoul de 2008 à Terre-Sainte à La Réunion, France.